# Clifford B. Wilson

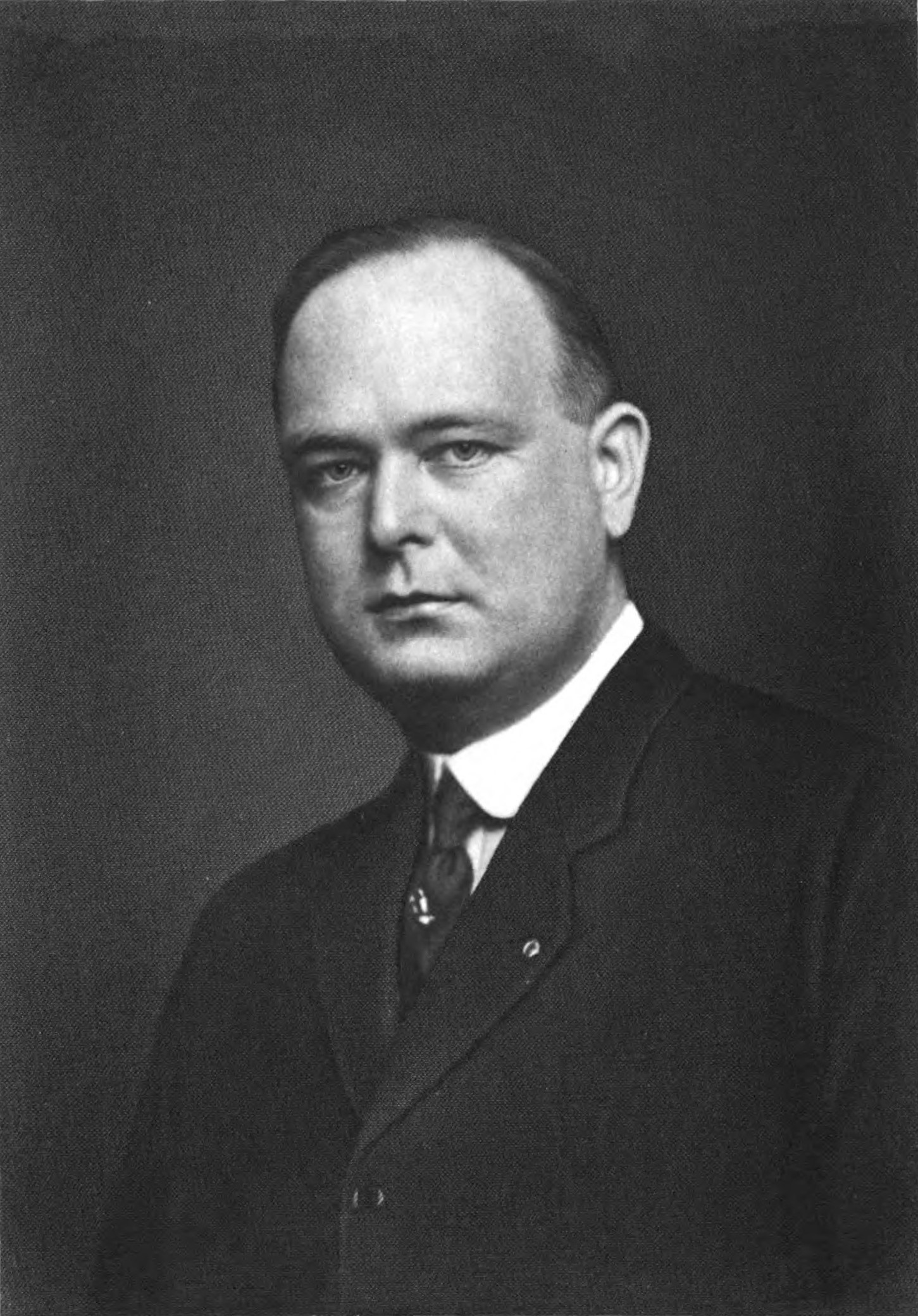
Clifford B. Wilson (1917)

Clifford Brittin Wilson (* 2. Dezember 1879 in Bridgeport, Connecticut; † 1. Januar 1943 in Weston, Connecticut) war ein US-amerikanischer Politiker der Republikanischen Partei.
Wilson arbeitete wie schon sein Vater als Rechtsanwalt. Er war Coroner (Leiter der Gerichtsmedizin) des Fairfield County und im Common Council von Bridgeport. Ab 1911 war er Bürgermeister von Bridgeport und übte dieses Amt bis 1921 aus.  Von 1915 bis 1921 amtierte er zudem als Vizegouverneur von Connecticut. 1935 wurde Wilson von seiner Partei ein letztes Mal als Kandidat für das Bridgeporter Bürgermeisteramt aufgestellt. Er unterlag jedoch deutlich dem Amtsinhaber, dem Sozialisten Jasper McLevy.
Clifford B. Wilson war Mitglied der Freimaurer, der Odd Fellows und ähnlicher Vereinigungen. Er starb am Neujahrstag 1943 an den Folgen eines Herzinfarkts.